# シルヴァースカヤ
シルヴァースカヤ (英：Silverskaya) はアメリカ合衆国生産、フランス調教の競走馬、繁殖牝馬である。現役時代はフランスでG3を2勝し、後に繁殖牝馬として日本に輸入された。

## 現役時代
アメリカ合衆国で生まれ、フランスの名門ジャン＝クロード・ルジェ厩舎で競走生活を送った。2004年の3月にデビューし、無傷の4連勝でG3ロワイヨモン賞を制した。5戦目のG2マルレ賞で初の敗戦を喫したが、続くG3ミネルヴ賞で2度目の重賞制覇を果たす。秋には凱旋門賞にも出走し、バゴの8着だった。同年限りで現役を引退。父シルヴァーホークから長距離適性を受け継いでおり、重賞2勝はいずれもクラシックディスタンスのレースであった。

### 競走成績
以下の内容は、Racing PostおよびEquibaseの情報に基づく。
| 出走日     | 競馬場       | 競走名                             | 格 | 距離    | 着順 | 騎手             | 着差     | 1着（2着）馬          |
| ---------- | ------------ | ---------------------------------- | -- | ------- | ---- | ---------------- | -------- | --------------------- |
| 2004.03.15 | トゥールーズ | 未勝利                             |    | 不明    | 1着  | 不明             | 不明     | 不明                  |
| 0000.04.09 | サンクルー   | アローワンス                       |    | 芝12f   | 1着  | I.メンディザバル | 1馬身1/2 | （Dream Play）        |
| 0000.05.03 | トゥールーズ | カラベル・アラス・デ・グランジェ賞 |    | 芝10f   | 1着  | I.メンディザバル | 1馬身1/2 | （Toujours Amour）    |
| 0000.06.05 | シャンティイ | ロワイヨモン賞                     | G3 | 芝12f   | 1着  | I.メンディザバル | 1馬身    | （Kalatuna）          |
| 0000.07.04 | サンクルー   | マルレ賞                           | G2 | 芝12f   | 7着  | I.メンディザバル | 9馬身1/2 | Lune D'Or             |
| 0000.08.24 | ドーヴィル   | ミネルヴ賞                         | G3 | 芝12.5f | 1着  | I.メンディザバル | 1馬身    | （Reverie Solitaire） |
| 0000.09.12 | ロンシャン   | ヴェルメイユ賞                     | G1 | 芝12f   | 6着  | I.メンディザバル | 1馬身1/2 | Sweet Stream          |
| 0000.10.03 | ロンシャン   | 凱旋門賞                           | G1 | 芝12f   | 8着  | I.メンディザバル | 6馬身3/4 | Bago                  |

## 繁殖牝馬時代
2005年から繁殖入りし、欧州で3頭の産駒を出産した後、ガリレオの仔（後のヴィルジニア）を受胎した状態で日本のノーザンファームに導入された。日本導入後、第2仔のSeville（父ガリレオ）が豪G1ザメトロポリタンを制覇している。
「幻の最強馬」と称される第7仔シルバーステート（父ディープインパクト）は、脚部不安で大成を果たせなかったものの、主戦の福永祐一からは騎乗経験のある歴代の名馬と比べても圧倒的な競走能力を持っていたと極めて高い評価を受けており、種牡馬としてもシンジケートが即日満口となる程の人気を博している。その全弟の第8仔ヘンリーバローズも新馬戦で翌年のダービー馬ワグネリアンとハナ差のマッチレースを演じ、全兄と同じく故障に悩まされ僅か2戦で競走生活を終えながらも種牡馬入りを果たした。
シルバーステートの登場によってシルヴァースカヤの繁殖牝馬としての評価も高まり、2017年のセレクトセールではその全弟となる第9仔の牡馬（後のリスト）がキーファーズによって2億6000万円（税抜）の高額で落札されている。翌年のセレクトセールでも同じくシルバーステートの全弟となる第11仔の牡馬が1億8000万円（税抜）でトニー倶楽部によって落札されている。
2021年9月10日をもって繁殖を引退。
引き続き繋用されており、リードホースをしていることがキャロットクラブの会報誌にて判明した。。

### 繁殖成績
- 現役馬の成績は2025年4月23日現在。

|    | 馬名             | 生年 | 毛色   | 父                 | 性 | 馬主                                                                                       | 厩舎                                       | 戦績                               | 備考                            | 出典          |
| -- | ---------------- | ---- | ------ | ------------------ | -- | ------------------------------------------------------------------------------------------ | ------------------------------------------ | ---------------------------------- | ------------------------------- | ------------- |
| 1  | Silver Haze      | 2006 | 鹿毛   | Pivotal            | 牝 | -                                                                                          | -                                          | 未出走                             | 繁殖牝馬                        | [ 12 ] [ 13 ] |
| 2  | Seville          | 2008 | 鹿毛   | Galileo            | 牡 | Michael Tabor, Derrick Smith & Mrs John Magnier →N C Williams, Mr & Mrs L J Williams Et Al | 愛国・Aidan O'Brien →豪州・Robert Hickmott | （海外）20戦2勝 G1ザメトロポリタン | 種牡馬                          | [ 14 ] [ 15 ] |
| 3  | Lebron           | 2009 | 鹿毛   | Galileo            | 牡 | Michael Tabor & Derrick Smith & Mrs John Magnier →Hubert Pinnock                           | 愛国・Aidan O'Brien →米国・Hubert Pinnock  | （海外）10戦2勝                    | 引退                            | [ 16 ] [ 17 ] |
| 4  | ヴィルジニア     | 2010 | 鹿毛   | Galileo            | 牝 | （有）サンデーレーシング                                                                   | 栗東・池添学                               | 19戦3勝                            | 繁殖牝馬 仔にヴィクティファルス | [ 18 ]        |
| 5  | オリハルコン     | 2011 | 黒鹿毛 | ディープインパクト | 牡 | （株）G1レーシング                                                                         | 栗東・池江泰寿                             | 25戦2勝                            | 引退                            | [ 19 ]        |
| 6  | アルギュロス     | 2012 | 黒鹿毛 | マンハッタンカフェ | 牝 | （有）キャロットファーム                                                                   | 栗東・池江泰寿                             | 1戦0勝                             | 繁殖牝馬                        | [ 20 ]        |
| 7  | シルバーステート | 2013 | 青鹿毛 | ディープインパクト | 牡 | （株）G1レーシング                                                                         | 栗東・藤原英昭                             | 5戦4勝                             | 種牡馬                          | [ 21 ]        |
| 8  | ヘンリーバローズ | 2015 | 鹿毛   | ディープインパクト | 牡 | 猪熊広次                                                                                   | 栗東・角居勝彦                             | 2戦1勝                             | 種牡馬                          | [ 22 ]        |
| 9  | リスト           | 2016 | 鹿毛   | ディープインパクト | 牡 | （株）キーファーズ →吉田勝己                                                               | 栗東・池江泰寿                             | 4戦0勝                             | 引退                            | [ 23 ]        |
| 10 | シルヴェリオ     | 2017 | 黒鹿毛 | ハーツクライ       | 牡 | （有）サンデーレーシング                                                                   | 栗東・池添学                               | 20戦3勝                            | 引退                            | [ 24 ]        |
| 11 | マンインザミラー | 2018 | 鹿毛   | ディープインパクト | 牡 | （株）キーファーズ                                                                         | 栗東・池江泰寿                             | 10戦1勝                            | 引退                            | [ 25 ]        |
| 12 | 不受胎           | 2019 |        | ディープインパクト |    |                                                                                            |                                            |                                    |                                 |               |
| 13 | フォトンブルー   | 2020 | 鹿毛   | ハーツクライ       | 騸 | ＴＮレーシング                                                                             | 栗東・武幸四郎                             | 15戦1勝                            | （現役）                        | [ 26 ]        |
| 14 | ピラージライト   | 2021 | 鹿毛   | リアルスティール   | 牡 | （有）サンデーレーシング                                                                   | 栗東・矢作芳人                             | 未出走                             | 引退                            | [ 27 ]        |

## 血統表
| シルヴァースカヤの血統   | シルヴァースカヤの血統       | シルヴァースカヤの血統 | （血統表の出典）      | （血統表の出典） |
| 父系                     | ロベルト系                   | ロベルト系             | ロベルト系            | [ § 2 ]          |
| 父 Silver Hawk 1979 鹿毛 | 父の父Roberto 1969 鹿毛      | Hail to Reason         | Turn-to               | Turn-to          |
| 父 Silver Hawk 1979 鹿毛 | 父の父Roberto 1969 鹿毛      | Hail to Reason         | Nothirdchance         |                  |
| 父 Silver Hawk 1979 鹿毛 | 父の父Roberto 1969 鹿毛      | Bramalea               | Nashua                | Nashua           |
| 父 Silver Hawk 1979 鹿毛 | 父の父Roberto 1969 鹿毛      | Bramalea               | Rarelea               |                  |
| 父 Silver Hawk 1979 鹿毛 | 父の母Gris Vitesse 1966 芦毛 | Amerigo                | Nearco                | Nearco           |
| 父 Silver Hawk 1979 鹿毛 | 父の母Gris Vitesse 1966 芦毛 | Amerigo                | Sanlinea              |                  |
| 父 Silver Hawk 1979 鹿毛 | 父の母Gris Vitesse 1966 芦毛 | Matchiche              | Mat de Cocagne        | Mat de Cocagne   |
| 父 Silver Hawk 1979 鹿毛 | 父の母Gris Vitesse 1966 芦毛 | Matchiche              | Chimere Fabuleux      |                  |
| 母 Boubskaia 1987 黒鹿毛 | 母の父Niniski 1976 鹿毛      | Nijinsky II            | Northern Dancer       | Northern Dancer  |
| 母 Boubskaia 1987 黒鹿毛 | 母の父Niniski 1976 鹿毛      | Nijinsky II            | Flaming Page          |                  |
| 母 Boubskaia 1987 黒鹿毛 | 母の父Niniski 1976 鹿毛      | Virginia Hills         | Tom Rolfe             | Tom Rolfe        |
| 母 Boubskaia 1987 黒鹿毛 | 母の父Niniski 1976 鹿毛      | Virginia Hills         | Ridin' Easy           |                  |
| 母 Boubskaia 1987 黒鹿毛 | 母の母Frenetique 1973 青鹿毛 | Tyrant                 | Bold Ruler            | Bold Ruler       |
| 母 Boubskaia 1987 黒鹿毛 | 母の母Frenetique 1973 青鹿毛 | Tyrant                 | Anadem                |                  |
| 母 Boubskaia 1987 黒鹿毛 | 母の母Frenetique 1973 青鹿毛 | Femina                 | Le Haar               | Le Haar          |
| 母 Boubskaia 1987 黒鹿毛 | 母の母Frenetique 1973 青鹿毛 | Femina                 | Fast Jane             |                  |
| 母系(F-No.)              | 16号族(FN:16-g)              | 16号族(FN:16-g)        | 16号族(FN:16-g)       | [ § 3 ]          |
| 5代内の近親交配          | Nasrullah5×5×5＝6.25%        | Nasrullah5×5×5＝6.25%  | Nasrullah5×5×5＝6.25% | [ § 4 ]          |
| 出典                     | 1. 2. 3. 4.                  | 1. 2. 3. 4.            | 1. 2. 3. 4.           | 1. 2. 3. 4.      |

- 近親に2006年の京都記念勝ち馬シックスセンスがいる[4]。

## 参考
1. 1 2 3 4 5 6 7 8 9  “シルヴァースカヤ(USA)”. JBISサーチ.   公益社団法人日本軽種馬協会. 2019年9月5日閲覧。
2. 1 2 3 4 5  Silverskaya | Race Record & Form. Racing Post. 2019年6月25日閲覧
3. 1 2  Form and Entries for Horse Silverskaya (KY). Irish Racing.com. 2019年6月25日閲覧
4. 1 2 3  シルバーステートが優駿スタリオンステーションにスタッドイン 競走馬のふるさと案内所 2017年12月4日付 2019年6月25日閲覧
5. ↑  “シルバーステート”.   優駿スタリオンステーション. 2019年6月10日閲覧。
6. ↑  【ファン感謝祭(4)】『福永祐一vsファン100人、祐言実行ライヴ』――シルバーステートについて教えてください！ netkeiba.com 2017年12月26日付. 2019年6月25日閲覧
7. ↑  “【JRA】ヘンリーバローズが登録抹消、新馬戦でワグネリアンの2着”.   netkeiba.com (2019年6月14日). 2019年6月21日閲覧。
8. ↑  “【今週の登録抹消馬】６月１９日”.   サンスポZBAT！競馬 (2019年6月19日). 2019年6月25日閲覧。
9. ↑  “シルバーステートの弟が2億6000万円で落札！/セレクトセール2017速報”.   netkeiba.com (2017年7月10日). 2019年6月26日閲覧。
10. ↑  “注目のシルヴァースカヤの2018 1億8,000万円の高額落札！”.   WIN!競馬 (2018年7月10日). 2019年6月25日閲覧。
11. ↑  キャロットクラブ会報誌2024年11月号コラム、「仔馬たちの見守り役リードホース」内リードホースリスト一覧より
12. ↑  “Silverskaya (USA) Dam report”.   TheRacehorse. 2019年6月25日閲覧。
13. ↑  “silver haze”.   Svensk Galopp. 2019年6月25日閲覧。
14. ↑  “Seville”.   Racing Post. 2019年6月25日閲覧。
15. ↑  “Seville(GER)”.   JBIS Search. 2019年6月25日閲覧。
16. ↑  “Horse Profile for Lebron (IRE)”.   Equibase. 2019年6月25日閲覧。
17. ↑  “Form and Entries for Horse Lebron (IRE)”.   irishracing.com. 2019年6月25日閲覧。
18. ↑  “ヴィルジニア”.   netkeiba.com. 2019年6月25日閲覧。
19. ↑  “オリハルコン”.   netkeiba.com. 2019年6月25日閲覧。
20. ↑  “アルギュロス”.   netkeiba.com. 2019年6月25日閲覧。
21. ↑  “シルバーステート”.   netkeiba.com. 2019年6月25日閲覧。
22. ↑  “ヘンリーバローズ”.   netkeiba.com. 2019年6月25日閲覧。
23. ↑  “リスト”.   netkeiba.com. 2019年6月25日閲覧。
24. ↑  “シルヴェリオ”.   JBIS. 2019年6月25日閲覧。
25. ↑  “シルヴァースカヤの2018”.   netkeiba.com. 2019年6月25日閲覧。
26. ↑  “フォトンブルー｜JBISサーチ（JBIS-Search）”. www.jbis.or.jp. 2022年1月20日閲覧。
27. ↑  “＿＿＿＿＿＿＿＿＿｜JBISサーチ（JBIS-Search）”. www.jbis.or.jp. 2021年9月9日閲覧。
28. 1 2 3 4  “シルヴァースカヤ(USA) 血統情報：5代血統表”. JBISサーチ.   公益社団法人日本軽種馬協会. 2019年9月4日閲覧。